# トリシア・デヴェロー
トリシア・デヴェロー Tricia Devereaux（本名カレン・スタグリアーノ Karen Stagliano、イリノイ州出身、1975年1月12日 - ）は、アメリカ合衆国の元ポルノ女優。

## 来歴
「シカゴから2時間の郊外の小さな町」で育った。厳しい躾を受け、私立のカトリック高校に通った。
中西部で大学に通い、ミズーリ州の大学から生物学の学士号を得た後、1年間医学部に通った。医学部に入る前に、ボーイフレンドのパトリックと結婚した。パトリックはストリップクラブの用心棒の職を得た。時折、彼を訪ねてクラブに足を運んだ。他のダンサーがデヴェローにクラブのアマチュアコンテストへの参加を勧め、コンテストに勝利した事が生活費を稼ぐためにその仕事を始めるきっかけとなった。クラブには数人の著名なポルノスターたちがダンサーとして登場した。ヴィクトリア・パリス、ジーナ・ファイン、サマンサ・ストロングといった面々である。
さらに金を稼ぐためにハスラー誌のアマチュア投稿コーナー「ビーバーハント (Beaver Hunt)」に自分の写真を送り採用された。同時にデヴェローは大手ストリップクラブ・チェーン「デジャブ (Déjà Vu)」の全米ストリッパー・オブ・ザ・イヤーの5位に選出された。その後ワールド・モデリング・エージェンシーのジム・サウス宛てに彼女が送った写真に目を留めたジョーイ・シルヴェラの要請を受けロサンゼルスに飛んだ。そしてシルヴェラと共演した『Fashion Sluts 7』でポルノ映画デビューを飾った。数本の映画に出演した後、テストで不正を働いたとして医学部から退学処分を受けた。デヴェローは告発は捏造であり、退学させられた本当の理由はポルノ映画出演によるものだと主張している。
間もなく、夫と離婚した。後に彼女は「パトリックは性格的にあまりに騙されやすく、私たちは財政的な問題を抱えていました」と語っている。
2008年11月26日、元ポルノスターでポルノ映画監督のジョン・スタグリアーノ（別名バットマン Buttman）と結婚した。デヴェローとスタグリアーノは共にHIV感染者である。他の業界関係者同様、デヴェローは1998年にポルノ男優マーク・ウォーリスとのシーンでHIVに感染したと思っている。彼女とジョン・スタグリアーノは1999年から事実婚の関係にあり、2001年に彼らの娘と双方ともに同じ姓になるようにと、デヴェローは法的に姓をスタグリアーノに変えた。2001年3月3日に生まれたその娘イザベラ・ジョイはHIV陰性であった。
『Vault of Whores』や『John Stagliano's Fashionistas』などのポルノ映画の監督チームに名を連ねている。彼女はポルノ女優としては事実上引退しており、時折SMシーンにのみ出演している。彼女の主な時間は夫のエヴィル・エンジェル・プロダクションのオフィスで働くか、アシスタント・ディレクターを務める事に費やされている。
かつてカトリックの学校に通っていたが、2007年のインタビューにおいて自らの宗教的信条を不可知論者であると語っている。

## 受賞
- 1998年 AVN 最優秀レズビアンシーン（ビデオ） - 『Cellar Dwellers 2』(ジーナ・ファイン、P.J.スパークスと)[15]
- 2003年 AVN 最優秀編集（映画） - 『The Fashionistas』(ジョン・スタグリアーノと)[15]
- 2011年 XRCO殿堂顕彰